# Gerard Schampers
Gerardus Johannes Antonius (Gerard) Schampers (Helmond, 21 februari 1922 – 26 februari 2006) was een Nederlands politicus voor de KVP en later het CDA.
Hij studeerde sociaal-economie in Tilburg en was hoofdcommies bij de dienst publieke werken en volkshuisvesting in Nijmegen voor hij in juli 1952 benoemd werd tot burgemeester van de Noord-Brabantse gemeentes Oploo, St. Anthonis en Ledeacker. In november 1964 volgde zijn benoeming tot burgemeester van Uden wat hij tot hij zijn pensionering in 1987 zou blijven.
Van 1990-1993 was Gerard Schampers nog waarnemend burgemeester van Schaijk, als laatste voor de opheffing van deze plaats als zelfstandige gemeente.
In 1981 ontving Schampers een Zilveren Anjer wegens zijn verdiensten voor de provincie Noord-Brabant.
In 2005 werd hij door de Udense gemeenteraad benoemd tot ereburger van de gemeente Uden. Deze in 2004 ingestelde onderscheiding is nog maar één keer uitgereikt. Schampers  kreeg de titel vanwege zijn verdiensten voor Uden (en omstreken) op cultureel, bestuurlijk en economisch gebied. Eerder was hij al benoemd tot Officier in de Orde van Oranje Nassau.
Schampers was voorzitter van het Zuidelijk Toneel Globe en hij speelde een belangrijke rol bij de start van het Museum voor Religieuze Kunst in Uden.
In juni 2007 werd bekend dat de gemeenteraad van Uden plannen had om een plein (mogelijk de Nieuwe Markt) om te dopen tot Burgemeester Schampersplein.